# Zone spécialement protégée de l'Antarctique
Pour les articles homonymes, voir ASPA.

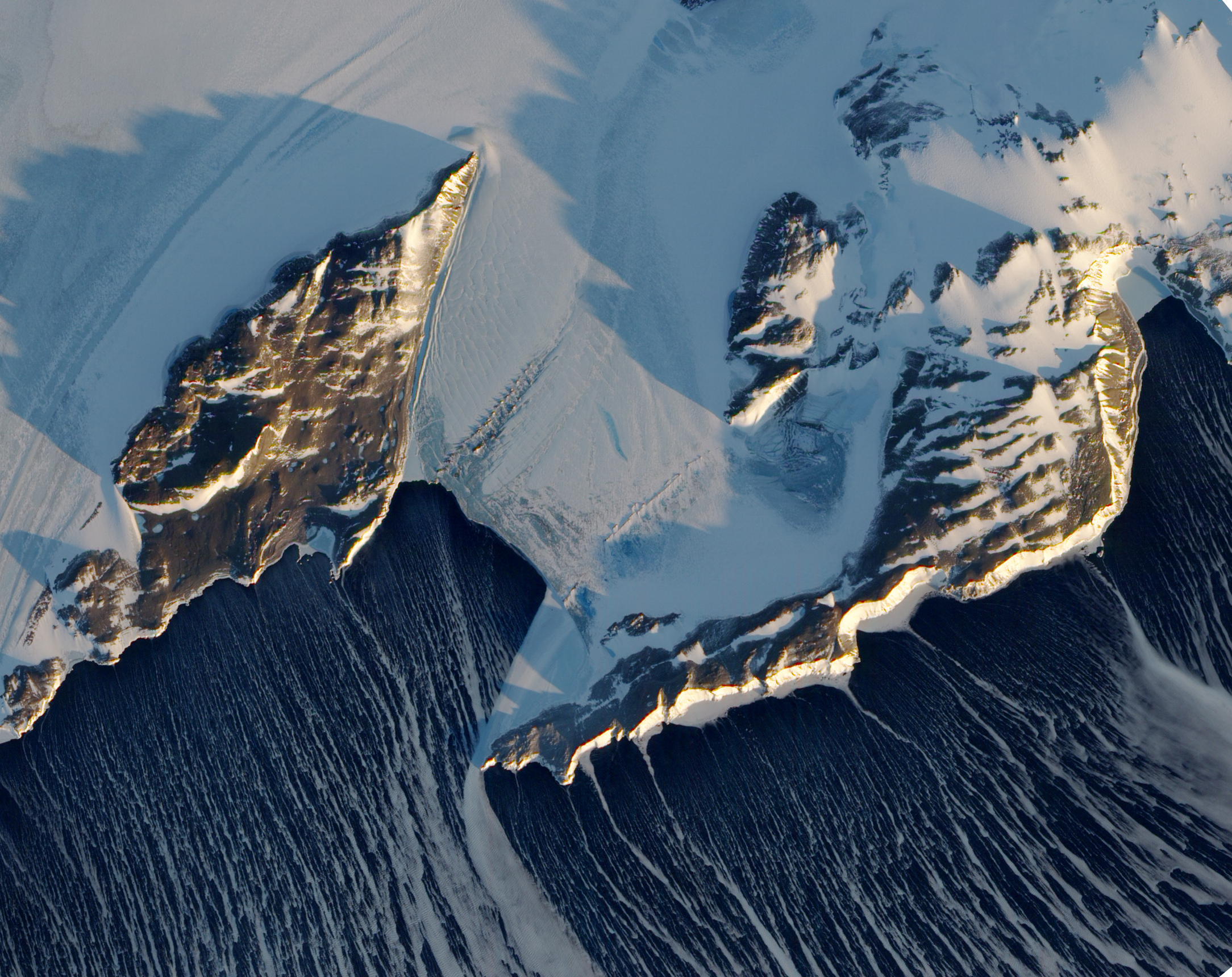
Terra Nova Bay, image prise du satellite de la Nasa en septembre 2009

Une zone spécialement protégée de l'Antarctique (ZSPA) (en anglais : Antarctic Specially Protected Areas, ou ASPA) est une partie de l'Antarctique qui est protégée. Cette notion est définie par l'article 3 de l'annexe V du protocole de Madrid relatif au traité sur l'Antarctique. L'accès à une telle zone nécessite un permis.

## Description
Les ZSPA regroupent les sites dotés de valeurs environnementales, scientifiques, historiques, esthétiques ou naturelles sauvages exceptionnelles, ou toute combinaison de ces caractéristiques, ainsi que les sites faisant l'objet de recherches scientifiques en cours ou programmées.
L'entrée sans permis dans une ZSPA est interdite et toutes les activités qui y sont menées doivent respecter le plan de gestion de la zone.